# Naji Hakim
Naji Subhy Paul Irénée Hakim (Beirut, 31 ottobre 1955) è un compositore e organista libanese naturalizzato francese. Ha studiato sotto la guida di Jean Langlais, ed è succeduto a Olivier Messiaen come organista della chiesa della Sainte-Trinité di Parigi.

## Biografia
Naji Hakim fu introdotto allo studio dell'organo quando era scolaro delle elementari al Collegio del Sacro Cuore di Beirut. Incominciò a prendere lezioni private di pianoforte, ma all'età di nove-dieci anni, iniziò a studiare organo da solo, ricorrendo a vari metodi, come quelli di Marcel Dupré e di Gleason. Nel 1975 si è trasferito a Parigi per terminare i suoi studi di ingegneria all'École Nationale Supérieure des Télécommunications, in quanto la Scuola superiore d'ingegneria di Beirut era stata chiusa per la Guerra civile in Libano. Ha proseguito i suoi studi di interpretazione e di improvvisazione sull'organo con il famoso organista, improvvisatore e compositore francese Jean Langlais. Hakim frequentò Jean Langlais per circa dieci anni e Langlais divenne per lui un secondo padre: molto motivante ed esigente. Con l'incoraggiamento di Jean Langlais, si iscrisse al Conservatorio di Parigi, ove ha ottenuto sette primi premi per l'esecuzione, l'improvvisazione, l'armonia, il contrappunto, la fuga, l'analisi e l'orchestrazione. Ha seguito le lezioni di Rolande Falcinelli (organo e improvvisazione), Roger Boutry (armonia), Jean-Claude Henry (contrappunto), Marcel Bitsch (fuga), Jacques Castérède (analisi) e Serge Nigg (orchestrazione).
È stato organista della basilica del Sacro Cuore di Parigi dal 1985 al 1993, quando è succeduto a Olivier Messiaen alla chiesa della Sainte-Trinité di Parigi, di cui è stato organista fino al 2008.
Hakim ha composto opere per organo, per doppio organo e per organo con altri strumenti, ma anche musica orchestrale e concerti, musica strumentale solista e da camera e musica vocale. Ha vinto molti premi per l'esecuzione, l'improvvisazione e la composizione: ad esempio la sua Symphonie en Trois Mouvements ha vinto il premio di composizione degli “Amis de l'Orgue” nel 1984; The Embrace of Fire ha vinto nel 1986 all'International Organ Competition. L'Académie des Beaux Arts gli ha conferito il Prix de Composition Musicale André Caplet nel 1991. È stato vincitore di concorsi d'organo internazionali a Haarlem, Beauvais, Lione, Norimberga, St Albans, Strasburgo e Rennes.

## Opere

### Per organo solo
- Cosmogonie (composta nel 1983, inedita)
- Petite suite (composta nel 1983. Waltham Abbey, Essex, UMP, 2004)
- Symphonie en Trois Mouvements (composta nel 1984. Paris, Combre, 1984)
- The Embrace of Fire: Triptyque (composta nel 1986. Paris, Combre, 1986)
- Hommage à Igor Stravinsky. Triptyque (composto nel 1986. Paris, Leduc, 1990)
- Expressions (composte nel 1988. Chicago, Illinois, H. T. FitzSimons, 1988)
- Memor (composta nel 1989. London, UMP, 1990)
- Rubaiyat (composta nel 1990. London, UMP, 1991)
- Variazioni su due temi:  "Old hundredth" & "Donne secours" (composte nel 1991. London, UMP, 1991)
- Rhapsody per doppio organo (composta nel 1992. Waltham Abbey, Essex, UMP, 2005)
- Mariales (composta nel 1993. London, UMP, 1993)
  - Incantation
  - Pastorale
  - Antienne
  - Hymne
  - Danse
- Le Tombeau d'Olivier Messiaen: Trois Méditations symphoniques (composte nel 1993. London, UMP, 1994)
- Vexilla regis prodeunt (composto nel 1994. Paris, Leduc, 1995)
- Canticum (composto nel 1995. London, UMP, 1996)
- Sinfonia in honore Sancti Ioannis Baptistæ (composta nel 1996. London, UMP, 1997)
- Pange lingua (composto nel 1996. Paris: Leduc, 1997)[1]
  - Pange lingua
  - Nobis datus
  - In supremœ nocte cœnœ
  - Verbum caro
  - Tantum ergo
  - Genitori, genitoque
- Te Deum (composto nel 1997. London, UMP, 1998)
- 'Bagatelle (composta nel 1997. London, UMP, 1998)
- Chant de Joie (composto nel 1997. London, UMP, 1998)
- The Last Judgment (composto nel 1999. Paris, Leduc, 2000)
- Quatre Études-Caprices per pedale solo (composti nel 2000. Paris, Leduc, 2001)
- Gershwinesca (composta nel 2000. Mainz, Schott, 2008)
- In Organo, Chordis et Choro (composto nel 2001. Paris, Leduc, 2002)
- Le Bien-aimé: Suite symphonique (composta nel 2001. Paris, Leduc, 2002)
  - 1. J'ai trouvé celui que mon cœur aime
  - 2. Notre joie et notre allégresse
  - 3. Viens, mon Bien-Aimé
  - 4. Avant que souffle la brise du jour
  - 5. Son aspect est celui du Liban, sans rival, comme les cèdres
  - 6. Ses traits sont des traits de feu
  - 7. Voici qu'il arrive sautant sur les montagnes, bondissant sur les collines
- Ouverture Libanaise (composta nel 2001. Paris, Leduc, 2004)
- Agapê (composta nel 2001. London, UMP, 2002)
- Bach'orama: fantasia sull'organo su temi di Johann Sebastian Bach (composta nel 2003. Paris, Leduc, 2004)
- Gregoriana (composta nel 2003. Paris, Leduc, 2004)
- Salve Regina (composta nel 2004. Mainz, Schott, 2005)
- Sakskøbing præludier (composti nel 2005. Paris, Combre, 2006)
  - 1. Mit hjerte altid vanker  (Always my heart wanders to the birth place of Jesus)
  - 2. Nærmere, Gud, til dig  (Nearer, my God, to Thee)
  - 3. O Gud, du ved og kender  (O God, Thou knowest)
  - 4. At sige verden ret farvel  (The last farewell to life on earth)
  - 5. Hil dig, Frelser og Forsoner!  (Hail You, Saviour and Atoner)
  - 6. Den mørke nat forgangen er  (The gloomy night to morning yields)
  - 7. Nu blomstertiden kommer  (Now the flowers are blooming)
  - 8. Påskeblomst!  (Paschal Flow'r! why do you care to come forth?)
  - 9. Op, al den ting, som Gud har gjort  (Arise, all things that God has made)
  - 10. O kristelighed!  (O thou, image of Christ!)
  - 11. Så vældigt det mødte os først i vor dåb  (How wonderful, that the Word first met us in baptism)
  - 12. Befal du dine veje  (Commit thy way [unto God])
- Mit seinem Geist: Variazioni su "Ein feste Burg" (composte nel 2006. Mainz, Schott, 2007)
- AALAIKI'SSALAAM: Variazioni su un tema libanese (composte nel 2006. Mainz, Schott, 2007)
- Esquisses Grégoriennes en forme de Messe basse (composti nel 2006. Mainz, Schott, 2007)
  - 1. Nos autem (Entrée)
  - 2. Ave maris stella (Offertoire)
  - 3. Pater noster (Élévation)
  - 4. Ave verum (Communion)
  - 5. O filii et filiae (Sortie)
- Hommage à Jean Langlais (composto nel 2006. Mainz, Schott, 2008)
- Glenalmond Suite (composta nel 2007. Waltham Abbey, Essex, UMP, 2007)
  - 1. Strømmende
  - 2. Favnende
  - 3. Smilende
  - 4. Jublende
- To call my true love to my dance (composta nel 2007. Mainz, Schott, 2009)
  - 1. Theme
  - 2. Cantabile
  - 3. Valse
  - 4. Deciso
  - 5. Arabesque
  - 6. Burletta
  - 7. Tango
  - 8. Scherzando
  - 9. Berceuse
  - 10. Finale
- All my founts shall be within you (Alle mine kilder skal være hos dig) (composta nel 2007. Mainz, Schott, 2009)
- Ich liebe die farbenreiche Welt (Jeg elsker den brogede verden/I Love The Colourful World) (composta nel 2008. Mainz, Schott, 2009):
  - 1. Präludium
  - 2. Tanz-Toccata
- Arabesques (composte nel 2009. Inedite):
  - 1. Prélude
  - 2. Pastorale
  - 3. Libanaise
  - 4. Arabesque
  - 5. Litanie
  - 6. Rondeau
- Amazing Grace per organo (e soprano ad libitum) (composta nel 2009. Inedita)
- Ein Haus voll Glorie schauet, variazioni sull'inno "Ein Haus voll Glorie schauet", 2017

### Organo con altri strumenti
- Old Hundredth per ottoni e organo (composta nel 1983. Paris, Leduc, 1995)
- Fantaisie sur "Adeste, Fideles" con secondo organo ad libitum (composta nel 1986. Paris, Bornemann/Leduc, 1988)
- Duo Concertant per organo e pianoforte (o due pianoforti) (composto nel 1988. London, UMP, 1990)
- Rondo for Christmas per tromba e organo (composto nel 1988. London, UMP, 1990)
- Hymne au Sacré-Cœur per 7 trombe e organo (composto nel 1992. Paris, Leduc, 1995)
- Sonate per tromba e organo (composte nel 1994. London, UMP, 1995)
- Suite Rhapsodique per corno e organo (composta nel 2002. London, UMP, 2002)
- Capriccio per violino e organ (composto nel 2005. London, UMP, 2005)
- Variazioni su "Wie schön leuchtet der Morgenstern" per oboe e organo (composte nel 2008. Mainz, Schott, 2009)[2]
- Sindbad, fantasia su canzoni popolari dell'Oman (composta nel 2014, in seguito a un viaggio in Oman, 2014) [3]

### Musica orchestrale e concerti
- Fantaisie Celtique per pianoforte e orchestra (composta nel 1985. London, UMP, 1997)
- Concerto per organo e archi (composto nel 1988. London, UMP)
- Les Noces de l'Agneau: Trois tableaux symphoniques per orchestra (composte nel 1996. London, UMP, 1997)
- Hymne de l'Univers per orchestra (composto nel 1997. London, UMP, 1998)
- Seattle Concerto per organo e orchestra (composto nel 2000. London, UMP, 2000)
- Concerto per violino e orchestra (composto nel 2002. Paris, Leduc)
- Concerto n. 3 per organo e orchestra d'archi (composto nel 2003. London, UMP)
- Ouverture Libanaise per orchestra (composta nel 2004. Paris, Leduc, 2004)
- Påskeblomst per orchestra d'archi (composta nel 2005. Waltham Abbey, Essex, UMP)
- Concerto n. 4 per organo e ensemble d'archi "Det strømmende og uudslukkelige..." (composto nel 2007. Paris, Combre)

### Altri strumenti e musica da camera
- Prélude et Fugue per quartetto di fagotti (composto nel 1983. London, UMP)
- Shasta: Suite per clavicembalo (composta nel 1986. Cleveland, Ohio, Ludwig Music 1988)
- Divertimento per quartetto di chitarre (composto nel 1987. London, UMP)
- Jeu per arpa sola (composto nel 1987. Paris, G. Billaudot, 1990)
- Sonate per violino solo (composta nel 1994. Paris, Leduc, 1996)
- Caprice en Rondeau per flauto e pianoforte (composto nel 1998. Paris, Leduc, 1999)
- Sonate per violino e pianoforte (composta nel 2000. Paris, Leduc, 2002)
- Dumia per pianoforte solo (composta nel 2001. London, Associated Board of the Royal Schools of Music, 2001)
- Ouverture Libanaise per pianoforte solo (composta nel 2001. Paris, Leduc, 2004)
- Påskeblomst per quartetto d'archi (composta nel 2007. Waltham Abbey, Essex, UMP)
- Kammerconcert "Solen skinner altid på Beirut" per flauto, clarinetto, fagotto, arpa, pianoforte, violino, viola e violoncello (composto nel 2008. Paris, Leduc
- AALAIKI'SSALAAM': Variazioni su un tema libanese per pianoforte solo (composte nel  2006. Paris, Leduc, 2009)
- Glenalmond Suite per pianoforte solo (composta nel 2007. Waltham Abbey, Essex, UMP, 2009)
  - 1. Strømmende
  - 2. Favnende
  - 3. Smilende
  - 4. Jublende
- Hymne til Alberto Giacomettis Kvinde på Kærre per carillon (composto nel 2009. Inedito.)

### Musica vocale
- Saul de Tarse: Oratorio per coro, voci soliste e orchestra (composto nel 1991. Paris, Leduc, 2000)
- Missa resurrectionis per soprano solo (composta nel 1994. London, UMP, 1995)
- Missa redemptionis per quattro voci soliste (SATB) e coro a cappella (composta nel 1995. London, UMP, 1995)
- Phèdre: Cantata per mezzosoprano e pianoforte (composta nel 1997. London, UMP, 1998)
- Children per quattro voci soliste (SATB) e coro a cappella (composta nel 1999. London, UMP, 1999)
- Messe Solennelle per coro e organo (con secondo organo ad libitum) (composta nel 1999. London, UMP, 1999)
- Magnificat per soprano, violino e organo (composto nel 1999. Paris, Leduc, 2002)
- Gloria per coro e organo (composto nel 2002. London, UMP, 2002)
- Ave maris stella per coro e organo (composta nel 2003. London, UMP, 2003)
- Phèdre per mezzosoprano e orchestra (composta nel 2004. London, UMP)
- The Dove per tenore e quartetto d'archi (composta nel 2005. Mainz, Schott, 2006)
- The Dove per tenore (o soprano) e organo (composta nel 2005. Mainz, Schott, 2006)
- The Dove per tenore e orchestra d'archi (composta nel 2005. Mainz, Schott, 2005)
- Jesu Redemptor omnium per coro, quintetto d'ottoni, timpani e percussioni (composto nel 2005. London, UMP)
- Det strømmende: canone  (composto nel 2005. Inedito.)
- Magnificat per tre voci acute e organo (composto nel 2006. Mainz, Schott, 2008)
- Nunc dimittis per tre voci acute e organo (composto nel 2006. Mainz, Schott, 2008)
- Magnificat per soprano e organo (composto nel 2006. Mainz, Schott, 2008)
- Verbum caro factum est per tre voci acute e organo (composto nel 2007. Mainz, Schott, 2008)
- The Angel Cried (Megalynarion di Pasqua) per quattro voci soliste (SATB) e assemblea (composto nel 2007. Mainz, Schott, 2008)
- Set Me As A Seal Upon Your Heart (Læg mig som en seglring ved dit hjerte) per quattro voci soliste (SATB) e coro a cappella (composto nel 2008. Mainz, Schott, 2009)
- Amazing Grace per soprano (ad libitum) e organo (composta nel 2009. Inedita.)

### CD
- Naji Hakim plays Naji Hakim, Signum Records.
- Naji Hakim : Seattle Concerto for organ, Marie-Bernadette Dufourcet, organ ; Seattle Symphony Orchestra dir. Gerard Schwarz, Ifo Records.
- Naji Hakim : Werke für Klavier, Nicolas Chevereau, Klavier, Rejoyce Classique.